# Sami Wolking
Sami Wolking (* 18. srpna 1973, Espoo) byl druhý baskytarista finské hard rockové/heavy metalové skupiny Lordi. V kapele byl spíše známý pod přezdívkou Magnum. V této roli vystupoval v letech 1999–2002.
Magnum, stejně jako každý člen Lordi, měl svoji masku, ve které vystupoval. Jeho maska měla podobu „vraždícího robota“. Reakce na tuto masku byly odlišné, než u ostatních masek jiných členů. Fanoušci tvrdili, že maska není strašidelná, a je málo propracovaná. Tyto názory potvrdil i Mr. Lordi, který masku navrhl.
Magnum odešel ze skupiny roku 2002. V tomto roce Lordi nahráli album Get Heavy a natočili videoklip k písni Would You Love a Monsterman?. V obou účinkuje i Magnum, ale na albu Get Heavy je s baskytarou uveden Kalma. Důvodem je, že když Magnum odešel, album už bylo nahrané, ale nestihly se ještě nafotit propagační fotografie. Ty byly později dofoceny s Kalmou. Na první straně bookletu alba je psané: All basses on this album played by Magnum. Protože se Lordi dočkali slávy až po roce 2002, Magnum se nikdy nedočkal s Lordi větší popularity. Navíc nikdy nevystupoval na koncertech.
V současnosti[kdy?] je Magnum členem kapely Naked Idol, ve které hrál, i když byl součástí skupiny Lordi. Skupina Naked Idol byl také možný důvod jeho odchodu z Lordi.[zdroj?] Magnum má však stále dobrý vztah s Mr. Lordi, Amen a Kita, se kterými se často setkává.